# Télévision en Espagne
 (janvier 2010).
Si vous disposez d'ouvrages ou d'articles de référence ou si vous connaissez des sites web de qualité traitant du thème abordé ici, merci de compléter l'article en donnant les références utiles à sa vérifiabilité et en les liant à la section « Notes et références ».

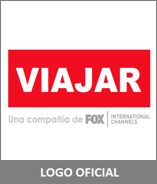
Une chaine de télévision éspagnole, Viajar

Les pratiques et les programmes de télévision en Espagne ont été en retard par rapport à toute l’Europe à cause de leur situation socio-politique.  Le regard et la programmation sont donc très influencés par ces rituels culturels qui poursuivent tout au long du XXIe siècle.

## Histoire de la télévision
En 1933, avant l’arrivée définitive de la télévision en Espagne, un magazine intitulé « Radio e Televisión » est publié. Dans le premier numéro, il prophétise : « La télévision transformera notre vie et la fera plus compliquée, si l’on veut, mais plus intéressante tout de même ».
Depuis, des essais ont été faits par des entreprises étrangères comme Philipps et RCA. Les transmissions étaient courtes et mal filmées. Par exemple, une « corrida » avait été considérée comme un fiasco par ceux qui l’ont vue.
Les transmissions régulières débutent le 28 octobre 1956, plus précisément à 20h30, avec la diffusion d’une messe, des discours officiels, d’une chorale et de quelques reportages enregistrés. La TVE, unique chaine de télévision, se situe alors à Madrid et privilégie une programmation locale. L’histoire de la télévision en Espagne est directement liée à l’histoire de TVE.
Deux ans plus tard, en février 1959, le premier match de football est diffusé à la télévision : c’est le « classico » Real Madrid contre le FC Barcelone. Selon la presse de l’époque, le match a provoqué le premier boom de ventes de téléviseurs au pays.
Quelques commentaires de l’époque indiquaient que l’Espagne n’était pourtant pas prête à absorber l’arrivée de la télévision et que la grande masse populaire « n’était pas un bon client ». Cette prévision ne s’est évidemment pas confirmée.
Jusqu’à la fin des années 1950, peu de familles possédaient un téléviseur. À partir des années 1960, le gouvernement a mis en place des plans pour permettre à la population d’acheter un appareil : baisses d’impôts, crédits à la consommation (achat en plusieurs fois).
Avec ces mesures et, surtout, avec l’expansion de la popularité des chaines et des émissions, l’Espagne compte à la fin des années 1960 plus de 3,5 millions d’appareils, soit 40 % des foyers. Néanmoins, des phénomènes sont observés : la télévision est regardée en groupes, en système de « voisinage » et aussi dans les téléclubs et les bars. Elle occupe aussi une modeste septième place dans le classement des objets de consommation les plus désirés, derrière la radio, l’eau chaude, le chauffage, la machine à coudre et la machine à laver. Une situation bien différente d’aujourd’hui, où elle apparaît en deuxième place, derrière seulement le réfrigérateur.
Dans les années 1960, les plus grandes audiences sont liées aux séries américaines, aux feuilletons (qui commencent normalement après le journal du midi ou avant celui du soir), aux programmes de variété et divertissement [La Gran Parada, Amigos de los Lunes, Salto a la Fama (style Nouvelle Star), Un Million para El Mejor, Un, Dos, Tres, Responda Otra Vez…]. C’est la preuve que le système qui fonctionne aujourd’hui avait déjà été mis en place auparavant. 
En 1966, après un grand succès et des revenus croissants, TVE crée sa deuxième chaine : TVE 2. Conçue initialement pour satisfaire un public culturellement plus exigent, elle diffuse des programmes de niveau plus élevés et qui sont, d’une certaine façon, rejetés par la chaine principale.
Malgré son origine, TVE 2 peut être considéré comme indépendante de TVE 1 : sa programmation est autonome et les employés ne sont pas interchangeables (c'est-à-dire qu'ils passent d'une chaîne à une autre au sein du même groupe). Même avec peu de temps d’émission (3h en semaine et 5h en weekend), la chaine s’affirme dans le territoire justement par son contenu élevé. La TVE 2 crée son propre « âge d’or », en s’appuyant à la diffusion de films d’art italiens, allemands ou japonais, d’émissions de musique classique, de séries pédagogiques et de documentaires. 
En 1975, après la mort du général Franco, s’initie en Espagne la Transition Démocratique. Entre 1976 et 1982, la télévision exerce un rôle important dans les changements sociaux. Tout d’abord, elle participe à la rupture des idées établies par la dictature et préconise les valeurs de démocratie et de liberté. En même temps, elle condamne toute forme de violence utilisée à des fins politiques. 
Pour célébrer les premières élections après la fin de la dictature, TVE crée une phrase qui devient connue jusqu’à nos jours : « Aujourd’hui, c’est la fête de la démocratie ». Elle invite des chanteurs et des célébrités pour des émissions spéciales avant l’annonce du résultat du scrutin.
Finalement, la période de la Transition est marquée par les séries dites « pédagogiques », dont les personnages peuvent être reconnus comme acteurs d’une société en transformation. De cette façon, la programmation évolue d’un contenu « familial » vers des émissions plus contemporaines et modernes.
Les années 1980 voient la création d’un comité qui réglemente le statut de la télévision : elle devient publique. C’est aussi dans les années 1980 que l’on assiste à la croissance du temps de transmission, avec des émissions matinales.
Mais c’est surtout dans les années 1980 que la Fédération des Télévisions Autonomes (FORTA) voit le jour. La FORTA permet l’introduction des chaines régionales telles que l’EITB (Pays basque), la TV3 (Catalogne), la TVGa (Galicia), la Tele Madrid (Madrid) entre autres. Le phénomène renforce l’idée d’identité régionale avec des émissions qui atteignent un énorme succès en langue locale (basque, galicien, catalan…)
La marque des années 1990, c’est l’ouverture de trois autres chaines privées qui suivent le même système de réglementation du gouvernement : Antena 3, Tele 5 et Canal +. Antena 3 et Tele 5 basent leur programmation sur la production nationale des feuilletons et des séries et promulguent des débats présidentiels et les premiers « reality shows », à la Big Brother. Finalement, Canal + se stabilise grâce à une programmation variée et un contenu riche en actualité comme des films américains récents et du sport par exemple.

## La télévision des années 1990 et 2000
Comme dans la plupart des pays européens, la télévision passe d’être une télévision de l’offre (paléotélévision) vers une télévision de la demande (néotélévision), termes de Umberto Eco. Ceci vise à mettre en place la télévision comme objet économique où le spectateur est la base de la programmation. 

### Temps moyen d'écoute
En moyenne les espagnoles regardent 208 minutes par jour et par personne, mais ce taux peut varier selon plusieurs critères : 
Le consommateur de base est une femme âgée, de classe moyenne basse qui habite en zone rurale. Elle regarde entre 300 et 250 minutes par jour et par personne.
Les femmes : 234 min/jour
Les hommes : 198 min/jour
Enfants de 4 à 12 ans : 143 min/jour, de 13 à 24 ans : 150 min/jour, 25 à 44 ans : 188 min/jour.
Les personnes appartenant à une classe basse : 234 min/jour, la classe moyenne : 205 min/jour et la haute 172 min/jour. 

### Programmes
Les programmes les plus regardés sont surtout des transmissions sportives, le football étant le plus regardé, suivi par le tennis.  Le deuxième genre le plus regardé est celui des programmes spéciaux comme des débats politiques, des mariages royaux… 
Aujourd’hui il y a 3 grandes saisons de programmation :
- La saison haute : de novembre à février où sont transmises les grandes productions et où il y a le plus d’importation de programmes étrangers, surtout des séries américaines. La moyenne par jour et par personne s’élève à 240 minutes. De plus l’investissement publicitaire est le plus fort.
- La moyenne saison : entre mars et juin, puis de septembre à octobre. La moyenne de regard est de 200 minutes par jour et par personne.
- La basse : les mois d’été (juillet et août). Pendant cette saison ce sont surtout des retransmissions des grandes productions passées lors de la saison haute antérieure.

Tranches horaires du lundi au vendredi.
7 h 30-9 h : programmes d’information et d’enfants.
9 h-13 h : information et magazines pour femmes. Ce sont surtout des programmes qui visent les femmes qui restent chez elles. C’est surtout un genre de talk show où  la santé et la cuisine sont au cœur des problèmes posés. Les spectateurs peuvent appeler pour donner leurs avis et ainsi relancer des débats de consommation et de savoir vivre. 
13 h-15 h : bande d’accès midi. Il y a toute sorte de programmes, aussi des programmes pour enfants.
15 h-16 h : 2e prime. Surtout des informations locales.
16 h-18 h : « sobremesa ». Encore des programmes qui visent les femmes, avec des feuilletons et des télénovélas latino-américaines.
18 h-20 h : magazines pour jeunes.
20 h-21 h : accès au prime time
21 h-24 h : première partie de soirée. Transmission des grandes productions, séries, films…
Les télévisions locales essayent de ne pas entrer dans la norme des chaines généralistes et ainsi proposent, par le biais d’une stratégie de contre-programmation, des programmes qui visent un profil complètement différent à celui des grandes chaînes. Par exemple, si TVE propose un programme qui vise les jeunes de 15 à 25 ans, Tele Toledo va proposer une série qui vise les hommes de 30 à 60 ans. 

#### Les fictions
Les programmes de fiction dans le genre des séries viennent surtout d’une importation massive des États-Unis. 55 % des fictions sont américaines, alors que 25 % sont des productions espagnoles, 7 % européennes et 13 % du monde (surtout des télénovelas latino-américaines et des mangas japonais). 
Les fictions les plus regardées sont les séries comiques de situation : les sitcom. Suivis des soap opera, feuilletons, télénovelas. Après les dramatiques avec des thématiques réalistes, puis les dramedias : programmes espagnols qui durent une heure. Le téléfilm est peu présent, ils sont passés surtout l’après-midi et la nuit après le prime time, il y a peu de productions européennes. 
Il faut aussi noter que les chaînes privées payantes sont surtout thématiques avec la diffusion de films, documentaires, séries d’humour. Par exemple Calle 13 qui se concentre dans une programmation de terreur, mystère et sciences fiction.

#### Le sport
Le sport est le principal genre de programmation passé à la télévision espagnole. La diffusion de programmes sportifs a comme intérêt : 
1. La quantité d’audience qui les regarde. Ceci implique donc un grand investissement publicitaire.
2. C’est une programmation instantanée, pas besoin d’un grand budget de production.
3. L’association des valeurs sociales, surtout lorsque l’Espagne joue contre un autre pays ou qu’un espagnol représente son pays dans un tournoi (par exemple au tennis Rafael Nadal, ou en formule 1 Fernando Alonso).

Par contre les matchs de la ligue espagnole de football sont transmis dans plusieurs chaînes à la fois : ceci démontre l’importance de l’identification locale qui devient plus importante que l’objectivité journalistique. Un fan du Real Madrid ne va pas entendre les commentaires d’un journaliste supporteur du FC Barcelone par exemple.

## Conclusion
La télévision en Espagne a donc le rôle d’essayer de créer cette identité nationale. Même si les problèmes de demande d’indépendance persistent, TVE a la plus grande audience avec 17,2 % de parts du marché alors que les chaînes appartenant à la FORTA n’ont que 12,28 %.